# Mariä-Schutz-und-Fürbitte-Kirche (Butschatsch)
Koordinaten: 49° 3′ 48″ N, 25° 22′ 35″ O
Die Mariä-Schutz-und-Fürbitte-Kirche (ukrainisch Церква Покрови Пресвятої Богородиці/Zerkwa Pokrowy Preswjatoj Bogorodyzi) ist eine Steinkirche der Ukrainischen griechisch-katholischen Kirche in der Stadt Butschatsch (Halytska Straße 23) im Westen der Ukraine.
Die Kirche wurde etwa 1760 geweiht und in den 1990er Jahren restauriert. Kirchengründer war der Magnat, Mäzen und Kaniwer Starost Nikolaus Basilius Potocki. Der Autor des Kirchenprojektes war Johann Schültzer (Architekt, Kapitän und Kommandant der Festung in Stanislau), der den Bau der Kirche beaufsichtigte.